# Stazione di Grugliasco
Stazione di Grugliasco vasútállomás Olaszországban, Grugliasco településen.

## Vasútvonalak
Az állomást az alábbi vasútvonalak érintik:
- Torino–Modane-vasútvonal

## Kapcsolódó állomások
A vasútállomáshoz az alábbi állomások vannak a legközelebb:
- Stazione di Collegno (Stazione di Susa, Stazione di Bardonecchia, Line SFM3)
- Stazione di Torino Porta Nuova (Stazione di Torino Porta Nuova, Line SFM3)